# Plongeon aux Jeux olympiques d'été de 1948
Navigation
Berlin 1936 Helsinki 1952
À l'occasion des Jeux olympiques d'été de 1948, quatre compétitions de plongeon furent organisées. 62 plongeurs venus de 20 pays se disputèrent les 12 médailles mises en jeu.

## Tableau des médailles pour le plongeon
| Place | Nation     | Médaille d'or | Médaille d'argent | Médaille de bronze | Total |
| ----- | ---------- | ------------- | ----------------- | ------------------ | ----- |
| 1     | États-Unis | 4             | 4                 | 2                  | 10    |
| 2     | Danemark   | 0             | 0                 | 1                  | 1     |
| 2     | Mexique    | 0             | 0                 | 1                  | 1     |

## Participants par nations
| - Afrique du Sud (1 : 1 homme - 0 femme) - Australie (1 : 1 - 0) - Autriche (4 : 2 - 2) - Brésil (3 : 3 - 0) - Canada (2 : 2 - 0) - Chili (1 : 1 - 0) - Cuba (1 : 1 - 0) - Danemark (3 : 1 - 2) - Égypte (5 : 5 - 0) - États-Unis (7 : 3 - 4) | - Finlande (1 : 1 - 0) - France (6 : 3 - 3) - Hongrie (1 : 0 - 1) - Mexique (5 : 3 : 2) - Norvège (2 : 1 - 1) - Pays-Bas (2 : 0 - 2) - Royaume-Uni (11 : 5 - 6) - Suède (3 : 2 - 1) - Suisse (2 : 2 - 0) - Syrie (1 : 1 - 0) |

## Résultats

### Tremplin 3 mètres
| Rang               | Pays       | Plongeur             | Points |
| ------------------ | ---------- | -------------------- | ------ |
| Médaille d'or      | États-Unis | Bruce Harlan         | 163,64 |
| Médaille d'argent  | États-Unis | Miller Anderson      | 157,29 |
| Médaille de bronze | États-Unis | Sammy Lee            | 145,52 |
| 4                  | Mexique    | Joaquín Capilla      | 141,79 |
| 5                  | France     | Raymond Mulinghausen | 126,55 |
| 6                  | Suède      | Svante Johansson     | 120,20 |
| 7                  | Égypte     | Kamal Ali Hassan     | 119,90 |
| 8                  | Danemark   | Thomas Christiansen  | 114,59 |

| Rang               | Pays        | Plongeuse                    | Points |
| ------------------ | ----------- | ---------------------------- | ------ |
| Médaille d'or      | États-Unis  | Victoria Manalo Draves       | 108,74 |
| Médaille d'argent  | États-Unis  | Zoe Ann Olsen-Jensen         | 108,23 |
| Médaille de bronze | États-Unis  | Patricia Elsener             | 101,30 |
| 4                  | France      | Nicole Péllissard-Darrigrand | 100,38 |
| 5                  | Autriche    | Gudrun Grömer                | 93,30  |
| 6                  | Royaume-Uni | Edna Child                   | 91,63  |
| 7                  | France      | Mady Moreau                  | 89,43  |
| 8                  | Pays-Bas    | Jacoba Heck                  | 87,61  |

### Plateforme 10 mètres
| Rang               | Pays        | Plongeur             | Points |
| ------------------ | ----------- | -------------------- | ------ |
| Médaille d'or      | États-Unis  | Sammy Lee            | 130,05 |
| Médaille d'argent  | États-Unis  | Bruce Harlan         | 122,30 |
| Médaille de bronze | Mexique     | Joaquín Capilla      | 113,52 |
| 4                  | Suède       | Lennart Brunnhage    | 108,62 |
| 5                  | Royaume-Uni | Peter Heatly         | 105,29 |
| 6                  | Danemark    | Thomas Christiansen  | 105,22 |
| 7                  | France      | Raymond Mulinghausen | 103,01 |
| 8                  | Canada      | George Athans        | 100,91 |

| Rang               | Pays       | Plongeuse                    | Points |
| ------------------ | ---------- | ---------------------------- | ------ |
| Médaille d'or      | États-Unis | Victoria Manalo Draves       | 68,87  |
| Médaille d'argent  | États-Unis | Patricia Elsener             | 66,28  |
| Médaille de bronze | Danemark   | Birte Christoffersen-Hanson  | 66,04  |
| 4                  | Autriche   | Alma Staudinger              | 64,59  |
| 5                  | États-Unis | Juno Stover                  | 62,63  |
| 6                  | France     | Nicole Péllissard-Darrigrand | 61,07  |
| 7                  | Suède      | Eva Petersén                 | 59,86  |
| 8                  | Danemark   | Inge Beeken                  | 59,54  |

## Source
- (en) The Official Report of the Organising Committee for the XIV Olympiad London 1948 , [PDF]